# Stadsbygds kommun
Stadsbygds kommun (norska: Stadsbygd kommune) var en kommun i Sør-Trøndelag fylke i Norge. Kommunen omfattade områden på båda sidor av inloppet till Trondheimsfjorden i Indre Fosens kommun respektive Orklands kommun. Tätorten Stadsbygd utgjorde kommunens centralort.

## Administrativ historik
Stadsbygds kommun upprättades den 1 januari 1838 (som Stadsbygden formannskapsdistrikt) när Formannskapslovene från 1837 trädde i kraft.
1860 bröts Rissa kommun ut ur kommunen som då minskade från 5 561 invånare före delningen till 1 828 invånare efter.
Den 1 januari 1964 upplöstes kommunen och delades. Området på norra sidan av Trondheimsfjorden (med 1 616 invånare) fördes till Rissa kommun (sedan den 1 januari 2020 en del av Indre Fosens kommun) medan området på södra sidan av Trondheimsfjorden (Ingdalens krets med 171 invånare) fördes till Agdenes kommun (sedan den 1 januari 2020 en del av Orklands kommun). Kommunen hade vid delningen totalt 1 787 invånare.